# Neo Kapeko
Neo Kapeko (* 7. Februar 1993 in Omaweneno) ist eine botswanische Judoka.
Sie nahm an den Olympischen Jugend-Sommerspielen 2010 in Singapur teil und kämpfte in der Gewichtsklasse bis 63 kg. Sowohl in der Einzelwertung, als auch im Team „Birmingham“ kam sie auf Platz 9.